# Памятник Трокаю Борисову
Памятник Трокаю Борисову, основоположнику удмуртской государственности, находится в Ижевске на улице Коммунаров напротив Дома радио.

## История
Инициатива создания памятника принадлежит удмуртскому национально-культурному объединению «Удмурт Кенеш» в рамках объявленных президентом Удмуртской Республики Александром Волковым мероприятий о подготовке и проведении мероприятий в связи со 120-летием удмуртского врача, филолога, этнографа и публициста Трофима (Трокая) Борисова.
Памятник Трокаю Борисову был изготовлен по проекту скульпторов Виктора Овчинникова и Геннадия Кутлыбаева в Ижевске на территории УПТК ГУССТ № 8. Памятник высечен из гранита, его высота составляет 3 м, высота постамента — 0,7 м. Вес всего памятника составляет 5,5 т. Работу над памятником скульпторы начали в мае 2012 года, а стоимость его изготовления составила 3 млн рублей.
Торжественное открытие памятника состоялось 5 октября 2012 года. В мероприятии приняли участие родственники Трокая Борисова, представители общественных организаций, а также деятели искусства и культуры. На церемонии открытия выступили заместитель Председателя Правительства Удмуртии, действующий на момент открытия президент организации «Удмурт кенеш» Николай Мусалимов и Председатель Государственного Совета Удмуртской Республики Александр Соловьёв.